# Алексей I Комнин

Алексей Комнин

Алексе́й (Алекси́й) I Комни́н (греч. Ἀλέξιος Α' Κομνηνός; 1056/1057, Константинополь — 15 августа 1118, Константинополь) — византийский император в 1081—1118 годах. Будучи племянником императора Исаака I Комнина, Алексей захватил престол Византии и основал династию Комнинов, которая занимала императорский трон более ста лет.
Получив власть над ослабевшим государством, границы которого подвергались нападениям норманнов и сельджуков, Алексей устранил внешнюю угрозу. При его правлении были осуществлены масштабные реформы, благодаря которым началось Комниновское возрождение Византийской империи, ознаменованное ростом её военной и экономической мощи.
В то же время во дни правления Алексея I наметились и негативные тенденции: усилилась роль итальянских торговых республик в экономической жизни империи, началось развитие феодальных отношений, а упадок мелких военных держаний никем не останавливался. Из-за усиления этих процессов в 1204 году Византийская империя не смогла оказать сопротивление участникам Четвёртого крестового похода и в итоге распалась на несколько государств.

## Происхождение
Род Комнинов происходил из местечка Комни под Филиппополем во Фракии и впервые стал известным во время правления Василия II, когда Мануил Комнин (дед Алексея) выступил посредником между императором и Вардой Склиром, убедив последнего сложить оружие.
Сыновья Мануила, Исаак и Иоанн, являлись владельцами крупных земельных владений в Пафлагонии (в районе Кастамону) и в своём лице представляли партию военной аристократии. Их противником было столичное чиновничество, и Исааку удалось одержать над ними верх. В 1057 году он свергнул басилевса Михаила VI и начал проводить внутренние реформы. Однако они были невыгодны его окружению, а сам правитель вдобавок рассорился с константинопольским патриархом. В итоге 22 ноября 1059 года Исаак назначил своим преемником Константина Дуку. До этого император предлагал трон брату Иоанну, но тот отказался от этого предложения.
Отец будущего басилевса Алексея I, Иоанн Комнин, был женат на представительнице знатного рода, вероятно армянского происхождения, Анне Далассине. Со смертью своего супруга в 1067 году она стала единственной опорой семьи.
Алексей поступил на военную службу при Романе Диогене и горел желанием участвовать в походе против сельджуков. Однако государь направил ребёнка домой, так как Анна совсем недавно похоронила своего первенца — Мануила, и было бы жестоко ставить под угрозу жизнь ещё одного сына. А Роман в ходе военных действий был разбит в битве при Манцикерте и попал в плен. После уплаты выкупа он возвратился в Константинополь, где был низложен, ослеплён и вскоре скончался.

## Подавитель мятежей

### Руссель де Байоль

Византийская империя в 1076 году (зелёным цветом отмечены владения сельджуков)

В 1073 году 15-летний Алексей вместе с братом Исааком и норманнским наёмником Русселем де Байолем выступил против сельджуков, которые после Манцикерта чувствовали себя хозяевами в Малой Азии. Но во время этого похода иностранный военачальник поднял мятеж, из-за которого Исаак был пленён мусульманами. Таким образом, осенью Алексею пришлось возвратиться в Константинополь.
Михаил VII Дука Парапинак отправил против норманна своего дядю Иоанна Дуку и его сына Андроника. Но в сражении у Сангарского моста (рядом с Анкирой) Руссель пленил их обоих и обосновался в феме Армениак, откуда вёл войны со всеми своими соседями. Византийцам удалось уговорить сельджукского вождя из Каппадокии Артуха (представителя султана Мелик-шаха I) напасть на мятежника и пленить его. После этого произошёл обмен пленными, и наёмник позже захватил власть в феме Армения, продолжив терроризировать ромейские города Амасию и Новую Кесарию.
Если ты послушаешь меня, то когда к тебе вновь явится Русель, схвати его и за большое вознаграждение пришли ко мне в оковах. От этого, — продолжал Алексей, — ты будешь иметь тройную выгоду: во-первых, получишь столько денег, сколько никто никогда не получал, во-вторых, завоюешь расположение самодержца, благодаря чему достигнешь вершин счастья, а в-третьих, султан будет очень доволен, так как избавится от могущественного врага, который выступал как против ромеев, так и против турок.
В 1075 году Михаил VII Дука даровал Алексею Комнину титул стратига-автократора и приказал покончить со смутьяном. Полководец в нескольких боях одолел сторонников норманна, хотя из-за недостатка войска не мог дать противнику генерального сражения. Однако Руссель успел заключить союз с Артухом.
Назревающее поражение Алексей смог превратить в собственный триумф. Он отправил послов к Артуху и убедил его пленить наёмника. Взамен стратиг обещал кочевнику значительную денежную выплату, которую пришлось выпрашивать у жителей города Амасья. Предложение Алексея вызвало у горожан бурный протест, и ему пришлось схитрить: уговорив Руселя, он инсценировал его ослепление, после которого норманн даже начал носить на глазах повязку. После этого самасийцы выдали нужные деньги, и Алексей, переслав дары сельджукам, по морю возвратился в столицу.

### Никифор Вриенний Старший

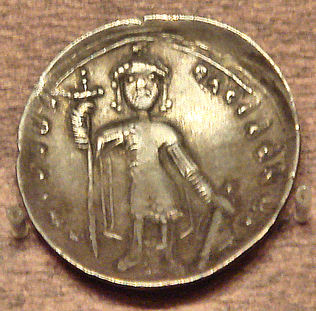
Монета Михаила VII Дуки, чьё неудачное царствование вызвало не одно восстание

В 1077 году против непопулярного Михаила Дуки в Македонии восстал талантливый полководец, наместник Диррахия Никифор Вриенний Старший, не постеснявшийся провозгласить себя императором. Его брат Иоанн отважился на осаду столицы, чью оборону возглавили Алексей Комнин и Руссель де Байёль. Из-за их сопротивления и наступления зимы сторонникам Вриенния пришлось отступить к Адрианополю.
Осенью 1077 года в Малой Азии поднял восстание стратег фемы Анатолик Никифор Вотаниат — представитель провинциальной аристократии и вдобавок потомок династии Фок. Опытный полководец и дипломат, он не побрезговал получить поддержку сельджуков. После этого он в начале 1078 года захватил Никею, а затем выдвинулся к Константинополю, так как ощущал поддержку столичной знати (среди которых были и Дуки) и духовенства — в лице антиохийского патриарха Эмилиана.
Алексей Комнин предлагал Парапинаку напасть на войско магната, расположившееся у побережья Босфора, но басилевс не решился на это. 25 марта 1078 года в соборе Святой Софии столичная знать провозгласила Вотаниата новым императором, а Михаил постригся в монахи Студийского монастыря и затем даже стал митрополитом Эфеса.
3 апреля 1080 года состоялась коронация. В награду за поддержку Никифор даровал Алексею титул «нобилиссима» и должность доместика западных схол. Вотаниат пытался усмирить Вриенния, дав ему титул кесаря, и предлагал усыновить его, а для сторонников Никифора обещал амнистию. Но эти увещевания не подействовали на мятежника, и басилевс поручил Алексею покончить с ним.
После той схватки, мужественных подвигов и поражения, он одержал победу не многочисленностью войска, а твёрдостью, решительностью и военачальнической предусмотрительностью, при внешнем содействии Промысла, увенчивающего успехом человеческие предприятия.
Противники встретились у фракийского города Каловария. Комнину досталось малочисленное и неопытное войско, хотя в его состав входили западные наёмники и «бессмертные». Вриенния же поддерживали как войска подконтрольных фем, так и печенеги. Начало битвы сложилось для Комнина неудачно: «бессмертные» были разбиты, однако союзники Вриенния, кочевники, одолев противоположный фланг имперских войск, начали грабить лагерь бунтовщика. Воспользовавшись этим, Алексей смог захватить коня Никифора и объявил о смерти бунтовщика. Этим поступком он смог собрать оставшиеся отряды и присоединить к ним прибывших от Вотаниата сельджуков. После этого Комнин с помощью ложного отступления сначала ослабил, а затем и победил бойцов Вриенния. Сам «император» был пленён и доставлен в Константинополь, где был ослеплён по приказу Вотаниата.

### Никифор Василаки

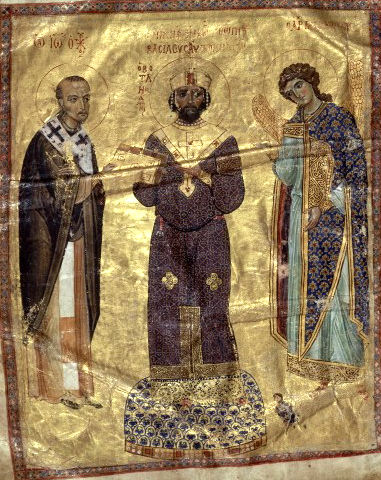
Никифор Вотаниат получает от Иоанна Златоуста (слева) книгу проповедей. Справа от василевса — архангел Михаил (Манускрипт XI века, Национальная библиотека Франции)

Наместник Диррахия Никифор Василаки был союзником Вриенния и после его поражения наследовал захваченные им земли (Эпир и Фессалия). Заручившись поддержкой иллирийских и болгарских войск, он захватил Фессалоники и провозгласил себя императором. Вотаниат вновь призвал к себе Алексея и попросил пленить смутьяна.
В походе Комнина сопровождал полководец Татикий, в будущем ставший одним из его военачальников. Имперские войска нашли удобную позицию у реки Вардар: старое (засохшее) русло идеально выполняло роль рва, а новое русло, наполненное водой, не позволяло противнику подойти с других сторон. Ночью Алексей тихо вывел своих солдат из лагеря, оставив палатки и горящие костры. Василаки решил, что противник отдыхает, и напал. Его воины начали мародёрствовать, и, когда Никифор обнаружил трюк Комнина, внезапная атака Алексея позволила победить мятежников.
Василаки бежал в Фессалоники и забаррикадировался в местной крепости. Однако имперские войска окружили город и угрожали начать его штурм. Горожане в обмен на гарантии безопасности от Комнина согласились открыть ворота и выдать Никифора. Пленённый бунтовщик был отдан посланцам Вотаниата, которые снова ослепили политического противника своего повелителя. За одержанную победу Вотаниат дал своему военачальнику титул севаста.

## Обретение власти

### Новые бунты
Успехи Комнина по усмирению мятежников не помешали появлению новых претендентов на ромейский престол. Так, брат свергнутого басилевса Михаила — Константин Дука — возмутил отряды «бессмертных». Эту проблему Вотаниат решил самостоятельно: подкупив воинов узурпатора, он постриг его в монахи и отправил в ссылку.
В конце 1080 года в Никее восстал малоазийский аристократ Никифор Мелиссин — близкий родственник Комнинов. Император попросил Алексея унять бунтовщика, но Алексей не хотел бороться против собственной родни. Мелиссин заручился поддержкой сельджуков и, овладев оставшимися землями Византии в Малой Азии, подступил к столице с азиатского берега.

### Бегство из столицы

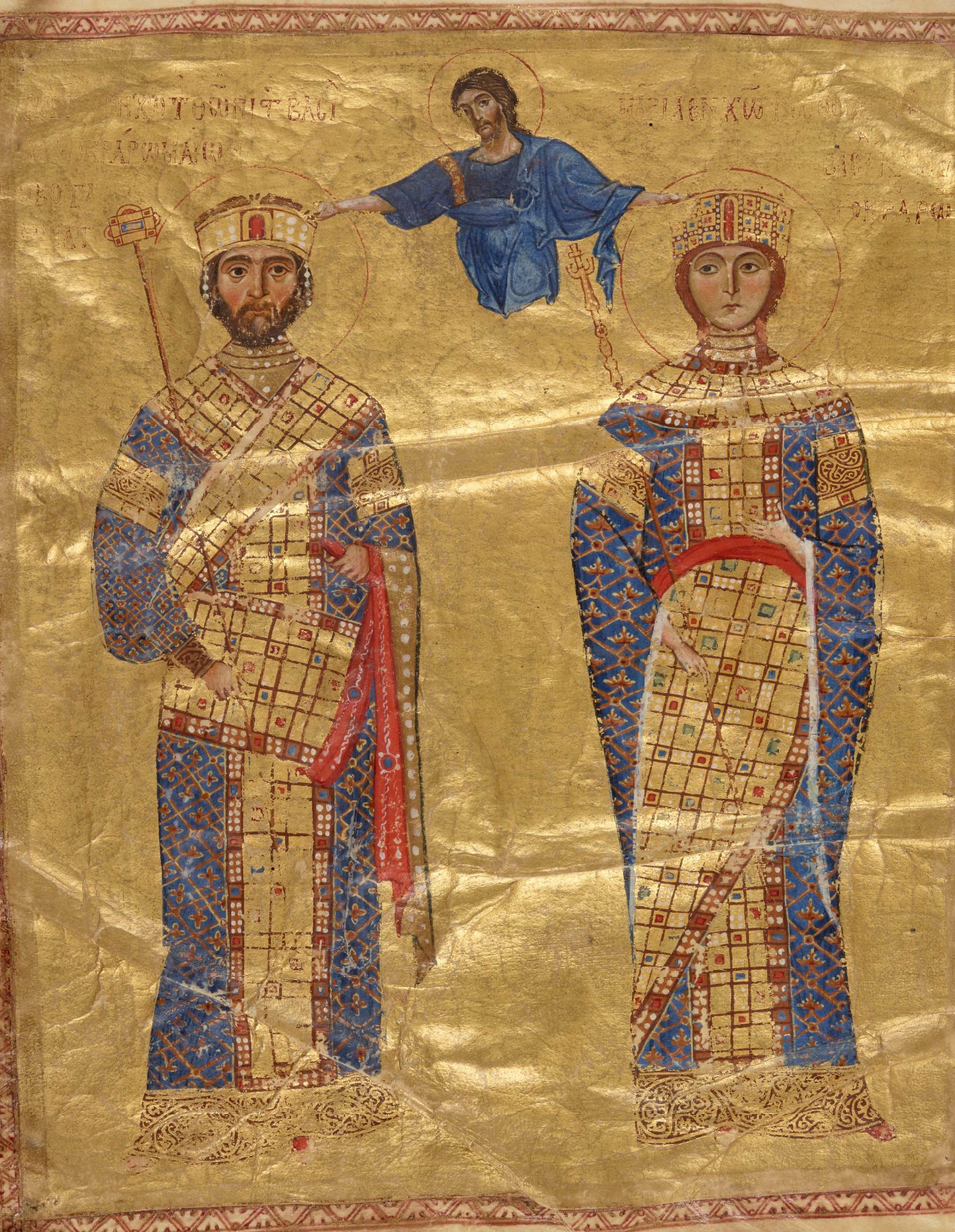
Благословляемые Иисусом Христом Никифор III Вотаниат и Мария Аланская (Манускрипт XI века, Национальная библиотека Франции)

Никифор Вотаниат с императорской короной получил и молодую невесту — Марию Аланскую, чьим прошлым мужем был Михаил Парапинак. Она согласилась выйти замуж за узурпатора в обмен на то, что его наследником станет её сын — Константин. Но вскоре Вотаниат поменял своё решение и назначил на эту роль собственного племянника Синнадина, чьи родственники в своё время оказали ему сильную поддержку в борьбе за престол. Этим он заставил императрицу задуматься о собственном будущем и начать вербовку сторонников.
Однако и братья Комнины не чувствовали себя в безопасности. Их ненавидели фавориты государя — славянские вольноотпущенники Борил и Герман, строившие против них постоянные заговоры и интриги. Они решили заранее арестовать полководцев, и Алексей решился на отчаянный шаг. Он упросил Марию провести церемонии по духовному усыновлению.
Зимой 1081 года мусульмане овладели городом Кизик, и Вотаниат повелел Алексею собрать войска. Однако вольноотпущенники решились ослепить братьев по примеру Вриения и Василаки. Прознав об этом, Алексей и Исаак ранним утром 14 февраля 1081 года ускакали из Влахернского дворца, направившись к фракийскому городу Цурлу, служившему сборным пунктом для отрядов из европейских фем. Там их встретили собственные сторонники — полководец Георгий Палеолог, кесарь Иоанн Дука с отрядом сельджуков. Здесь и состоялся выбор нового императора: войско поддержало Алексея, и Исаак собственноручно надел ему на ноги пурпурные сандалии, тем самым провозгласив брата новым императором.

### Вступление в Константинополь
Всё войско, состоявшее из чужеземцев и местных жителей и собравшееся как из наших, так и из соседних земель, знало, что город с давних пор изобилует всевозможными богатствами, которые постоянно поступают туда с суши и моря. Поэтому воины, быстро войдя через Харисийские ворота в город, рассеялись во все стороны по улицам, перекрёсткам, переулкам и, не щадя ни домов, ни церквей, ни заповедных святилищ, стали отовсюду выволакивать богатую добычу. Они воздерживались только от убийств, всё же остальное творили с бесстыдной дерзостью. Хуже всего было то, что сами коренные ромеи не устранились от грабежа; как бы забывшись и изменив в худшую сторону свои нравы, они без краски стыда делали то, что и варвары.
В конце марта 1081 года войска Алексея Комнина подошли к Константинополю. Столицу охраняли варяги, сохранившие верность Вотаниату, а также европейские наёмники и горожане. Штурм города был весьма сложен, и сперва было решено разведать ситуацию. Шпионы донесли о том, что отряд немецких бойцов, охранявших Адрианопольские (Харисийские) ворота, за достойную оплату был готов перейти на сторону восставших. Георгий Палеолог смог договориться с их командиром о поддержке осаждавших.
Алексей выстроил собственные войска и начал медленно продвигаться к Константинополю. В это время Палеолог пробрался на охраняемую германцами башню и, когда мятежники подошли ближе, подал сигнал открыть врата. Отряды разных командиров и народов вступили в столицу, и начались повальные грабежи.
Никифор Палеолог — отец Георгия — предложил Вотаниату атаковать рассеявшееся войско восставших. Но басилевс решил победить Комнина с помощью другого претендента на свой трон — Никифора Мелиссина. Для переброски его войск император направил на восточный берег флот. Но моряки не подчинились приказу и перешли на сторону Алексея. Лишь Борил сохранил верность своему повелителю, и возглавляемые им солдаты готовы были стоять до последнего.

## Коронация. Первые шаги на престоле
Константинопольский патриарх Косьма, видя нежелание Вотаниата продолжать кровопролитие, предложил ему вступить в переговоры с Алексеем. Никифор сперва планировал усыновить полководца, но окружение Комнина требовало передачи своему патрону всей полноты власти.
Приняв эти условия, Вотаниат направился к собору Святой Софии, где собирался объявить о собственном отречении. Его заметил Борил и, поняв суть событий, решил поквитаться со своим слабовольным повелителем. Подойдя к нему, слуга сорвал с Никифора императорское облачение, с усмешкой заметил: «Теперь эта вещь воистину больше подходит мне». После отречения Вотаниат ушёл монахом в столичный монастырь Богоматери Перивлепты. На новом посту он жалел лишь о запрете на употребление мясной пищи.
4 апреля 1081 года Алексей Комнин был провозглашён императором. Первым делом он успокоил собственные войска, но его продолжала мучить совесть, так как способ прихода к власти был незаконным. Патриарх разрешил эту дилемму: в отношении семьи нового басилевса, а также его сторонников, был вынесен церковный приговор. По нему они присуждались к длительному посту, а также другим видам епитимьи.
Но этим проблемы молодого императора не ограничивались. Мария Аланская, оставшаяся в столице после свержения Вотаниата, стала причиной слухов о её связи с Комнином. Кроме этого, на коронацию он не взял собственную жену — Ирину Дукиню, чем вызвал недовольство её родни. Но патриарх Косьма снова спас положение, и с его помощью стороны пришли к следующему решению: супруга Алексея будет коронована согласно установленным правилам, а Мария со своим сыном отправится в другой дворец. В то же время Константин Дука являлся соправителем нового императора.
Никифор Мелиссин вначале предлагал Комнину разделить Византию на 2 части: Западную (владения Алексея) и Восточную (достававшуюся Никифору). Но басилевс смог уговорить мятежника сложить оружие на меньших условиях: тот получает титул кесаря и город Фессалоники в личное владение.

## Противостояние с Гвискаром (1081—1085)

Италия и Иллирия в 1084 году

### Осада Диррахия
Роберт Гвискар, за 15 лет выбивший ромеев из Южной Италии, не без интереса следил за ситуацией в Византии. Михаил Парапинак для поддержания мира женил своего сына Константина на дочери норманна — Елене. После переворота Вотаниата зять и дочь Роберта фактически стали его заложниками, хотя при Алексее их участь улучшилась. Но Роберт решил перенести военные действия на Балканы, тем более при его дворе появился человек, выдававший себя за низложенного императора Михаила VII Дука. По свидетельству Анны Комниной самозванцем был беглый греческий монах по имени Ректор. Роберт принял Лжемихаила и объявил своей целью возвращение ему престола.
В апреле 1081 года Боэмунд Тарентский захватил порт Валона, Канина и Орик и неудачно штурмовал Корфу. Спустя некоторое время его догнал отец — Роберт Гвискар с Лжемихаилом, и объединённому войску из 30 000 воинов удалось захватить остров.
После этого внимание интервентов привлёк Диррахий. Его гарнизоном командовал Георгий Палеолог, знавший о скором прибытии императорского войска. Кроме этого, византийцам помогла венецианская эскадра под командованием дожа Доменико Сельво, поставлявшая осаждённым продовольствие и боеприпасы. Тем не менее, несколько византийских вельмож поспешили принять сторону Лжемихаила, в то время как жители Диррахия кричали со стен, что не узнают в самозванце своего государя, и отказывались открыть ворота. Однако славяне Дубровника и других далматинских городов оказали поддержку Лжемихаилу.
Ход сражения, состоявшегося 18 октября 1081 года, был весьма драматичным. Варяжская гвардия (в основном состоявшая из англосаксов, ненавидевших норманнов из-за вторжения 1066 года) весьма удачно начала бой и продолжила преследование отступавшего противника. Но жена Гвискара — Сишельгаита — сплотила беглецов, а её супруг направил против стражи арбалетчиков и копейщиков. Варяги были побеждены и спрятались в церкви Архангела Михаила, где их и сожгли норманны.
В то же время Комнина предали отряд сельджуков и король Дукли Константин Бодин, быстро ретировавшиеся с поля боя. Но сам император храбро сражался и покинул битву только после получения серьёзного ранения. Ромеи отступили в Охрид, а Диррахий был сдан в феврале 1082 года. После этого норманны получили доступ к Эгнатиевой дороге, открывавшей доступ к Фессалии, Македонии, Греции и Фракии.

### Перелом

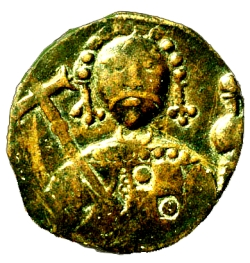
Монета Роберта Гвискара

В это время в Италии император Священной Римской Империи Генрих IV напал на союзника Гвискара — римского папу Григория VII — и подошёл к Риму. Кроме этого, восстали родные владения норманна — Апулия, Калабрия и Кампанья. Всё это происходило не без участия Алексея Комнина, вложившего в эти проекты немало золота, и Роберт, передав власть над войском своему старшему сыну Боэмунду, в апреле 1082 года отправился домой.
Зимой 1082 года Алексей забрал часть церковной утвари, потратив её на оплату услуг наёмников, составивших его новую армию. После этого басилевс напал на норманнов у Янины (май 1082 года) и Арты (август 1082 года), но оба раза был побеждён. Однако Боэмунд застрял у города Ларисса, полгода державшего осаду, и в итоге у его стен потерпел поражение от Алексея. Войско захватчиков было недовольно невыплатой жалованья, и Комнин начал перекупать отряды противника.
В итоге Боэмунду пришлось возвратиться в Италию, а ромеи отвоевали все потерянные земли на Балканах. Роберт захотел организовать новый поход, но его войско настигла эпидемия, и он 17 июля 1085 года умер на Кефалонии. После этого норманны перестали тревожить пределы Византийской империи.

## Восточная политика (1085—1092)

### Ситуация в Малой Азии к 1085 году
После поражения в битве при Манцикерте в Малой Азии осталась только одна доминирующая сила — сельджуки. Пленённый император Роман Диоген согласился выплачивать им ежегодную дань. Но константинопольская знать свергла неудачливого правителя, а его преемник — Михаил VII — не пожелал выполнять возложенных на страну обязательств.
Таким образом, мусульмане получили прекрасное оправдание для начала набегов и налётов. На этом фронте выделился Сулейман ибн Кутулмыш, получивший в своё распоряжение малоазийские земли от султана Мелик-шаха. Так, он начал поддерживать местных византийских аристократов (Никифор Вотаниат, Никифор Мелиссин), желавших получить престол империи. Оказывая им военную и материальную помощь, он присоединял к собственным владениям новые земли. Да и императоры из рода Дук отчисляли на военные силы весьма малые суммы.
Сам Кутулмыш обосновался в городе Иконий, ставшем столицей его собственного государства — Иконийского султаната. Оттуда его бойцы осуществляли набеги на оставшееся под ромейским контролем владение на полуострове: Трапезунд, так как 13 декабря 1084 года была захвачена Антиохия, а следом за ней и Эдесса, номинально признававшие свою зависимость от Византии. Султан расставил в некоторых городах эмиров, признававших его власть: Чаху в Смирне, Абу-л-Касима в Никее и его брата — эмира Пулхаса — в Каппадокии.

### Действия Алексея

Государство сельджуков в 1092 году

В 1086 году Сулейман Кутулмыш умер, и на просторах Иконийского султаната стали появляться эмираты, находившиеся от него в формальной зависимости. В то же время в восточной части Малой Азии появилось независимое государство Данишмендов.
Таким образом, Алексей мог начать увеличивать влияние своей родины в регионе. Не используя крупные воинские соединения, полководцы Комнина организовывали постоянные набеги и рейды на Вифинию, а также срывали процесс постройки флота на захваченных островах. В этих делах особенно отличился Татикий, бывший по своему происхождению сельджуком.
Кроме силовых методов, византийцы использовали и дипломатию. Так, в Константинополе остался жить посол сельджукского султана Чауш, позже участвовавший в ряде военных операций. Также империя заключала союзы с различными эмирами, боявшимися усиления своих соседей и соглашавшимися помогать ромеям в борьбе с ними, а в 1092 году чуть не состоялся династический брак с Мелик-шахом, по итогам которого мусульмане оставляли бы Малую Азию и заключали с Византией военный союз. Но его смерть сорвала эти блестящие планы.

### Чака
Тебе известно, о славный султан Килич-Арслан, что сан султана перешёл к тебе от отца. Твой зять Чакан поднял оружие, как может показаться, против Ромейской империи и называет себя императором, однако совершенно очевидно, что все это лишь предлог. Чакан достаточно опытен и сведущ, чтобы понять: Ромейская империя не для него, и ему не по силам захватить над ней власть. Все его интриги направлены против тебя. Не спускай этого Чакану и не проявляй слабости, будь настороже, дабы не лишиться власти.
Я с божьей помощью изгоню его из пределов Ромейской империи, но, в заботах о тебе, рекомендую, чтобы и ты сам подумал о своей державе и власти и мирно, а если не удастся, то и оружием, привёл к повиновению Чакана.
Среди малоазийских правителей непримиримым соперником Алексея Комнина был эмир Смирны Чака. Став в молодости пленником византийцев, он, по протекции Никифора Вотаниата, был удостоен звания протоновелиссима. За годы службы он успел оценить слабость Византии. Когда его покровитель был свергнут, Чака бежал в Малую Азию. В 1081 году он смог построить небольшой флот, который начал планомерно захватывать города на западе Малой Азии и острова Эгейского моря (Клазомены, Фокею, Хиос, Лесбос и Митилену), где пополнил свои морские силы купеческими кораблями. Сельджук победил направленные против него корабли Никиты Кастамонита, продемонстрировав собственные возможности.
Зимой 1090—1091 года Чака решил захватить Константинополь. Для этого он начал вести переговоры с печенегами, а для укрепления собственных тылов — с мусульманскими соседями. Согласно эмирской стратегии, кочевники блокировали столицу с суши, а его флот — с моря. После сдачи города тот становился столицей владений Чаки, заранее начавшего именовать себя императором.
Но эти смелые желания не осуществились. Комнин смог одолеть европейских союзников эмира. С флотом эмира смог расправиться прибывший из Диррахия кесарь Иоанн Дука. В 1092 году, при поддержке Мели-шаха, на посту иконийского султана утвердился Кылыч-Арслан I — сын покойного Кутулмыша. Комнин решил сыграть на чувствах нового правителя и отправил ему послание, где предупреждал об амбициях Чаки. Арслан воспринял эту угрозу всерьёз, и в это время эмир сам пришёл к нему, прося поддержку против ромеев. Устроив по поводу прибытия гостя пир, султан собственноручно убил своего вассала, после чего отправил в Константинополь посла с предложением мира между двумя государствами.

## Войны с печенегами (1086—1091)

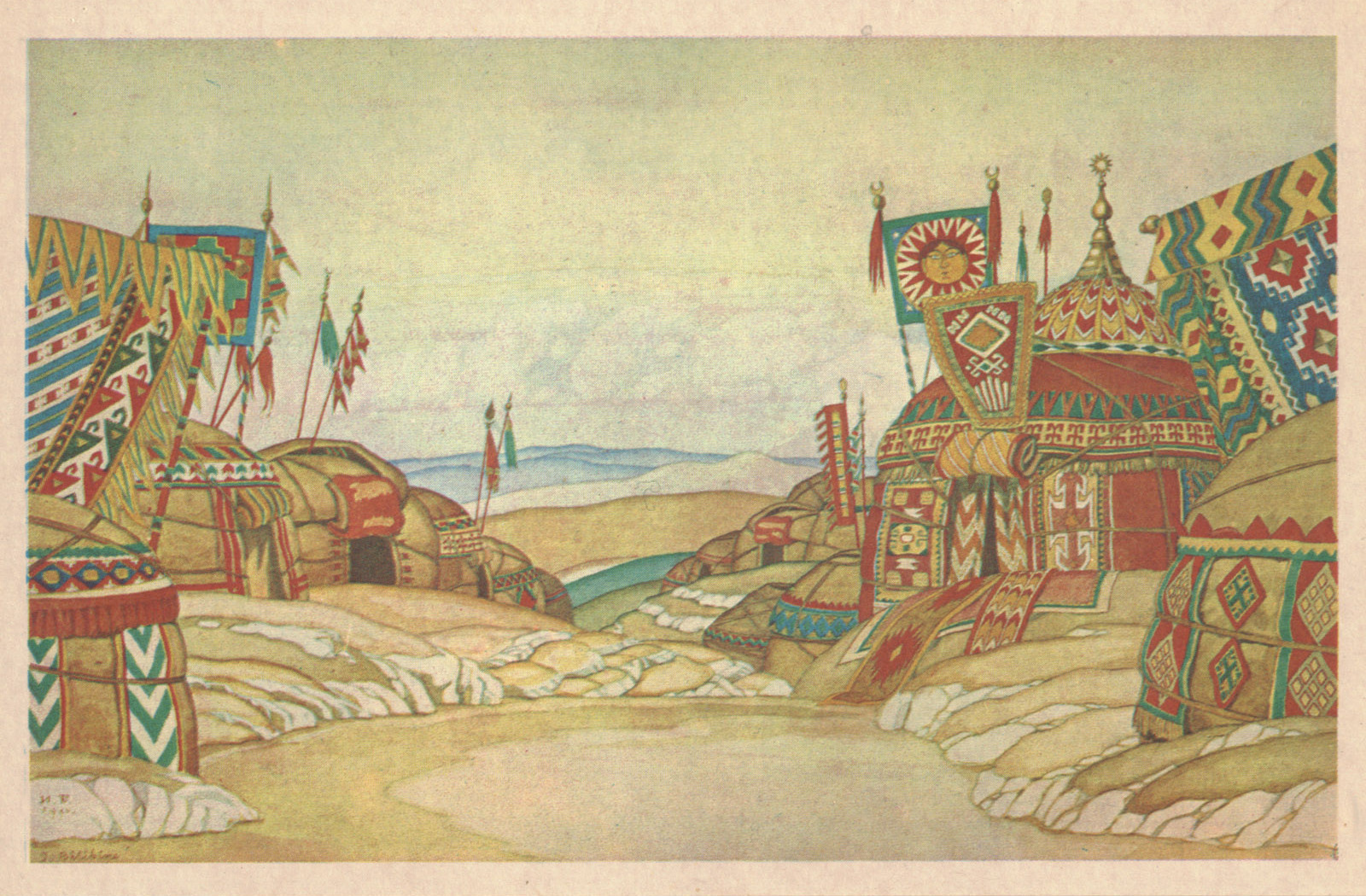
Половецкий лагерь (Эскиз декорации Ивана Билибина ко второму акту оперы «Князь Игорь»)

В 1086 году печенежская орда перешла Дунай, в схватке с ними погиб великий доместик Григорий Бакуриани, бывший хорошим другом Алексея. Кочевников поддержали павликиане, чьим центром был город Филипполь. Их возглавил Травл, начавший вести партизанскую войну с императорскими войсками.
Осенью 1088 года император самолично возглавил поход против печенегов, занявших Дристру (Доростол). Но осада прошла неудачно, и отступавших ромеев рассеяли кочевники. Самому Алексею пришлось спасаться бегством до крепости Голоя. Этот случай породил в столичной среде песню: «От Дристры до Голои хороша станция, Комнин!».
После этого Византия выплатила кочевникам большую денежную сумму, за счёт которой на родину возвратились многие знатные пленники. Однако богатый выкуп породил распри среди победителей: свою долю потребовали половцы, забравшие её путём кровопролития. Так начался разлад между ними и печенегами, чем в будущем не помедлил воспользоваться Комнин.
Зимой 1090 года объединённая орда прошла маршем до стен Константинополя, где начала действовать совместно с силами Чахи. Император пригласил вождей половцев — Тугоркана и Боняка — к себе во дворец, где уговорил в предстоящем сражении перейти на свою сторону. 29 апреля 1091 года 40 000 половцев совместно с византийцами разгромили печенегов. Были взяты тысячи пленных, и хотя Алексей приказал не трогать их, «в среднюю стражу ночи воины, повинуясь божественному гласу, или по другой неизвестной мне причине убили почти всех пленных». Половцы же, узнав о совершённом деянии и испугавшись подобной участи для себя, ночью покинули лагерь, не дождавшись полной выплаты обещанного золота.

## ВосстаниеЛжедиогена
В 1092 году в половецких степях объявился самозванец Лжедиоген, выдававший себя по одним сведениям за младшего сына свергнутого императора Романа IV Диогена Льва Диогена; по другим за старшего сына Константина Диогена. Вождь половцев Тугоркан признал самозванца законным наследником византийского престола и вторгся на территорию империи.
Первой крепостью на пути самозванца была Голоя. Когда половецкое войско с Лжедиогеном подошли к городу, местные жители подняли восстание, открыли ворота и выдали самозванцу начальника гарнизона. Этому же примеру последовали гарнизоны Диамболя и других ближайших городов. Самозванец стал приобретать сторонников среди простого люда. Причиной были непомерный налоговый гнёт государства. Воодушевлённый самозванец двинулся к крепости Анхиал, но встретил упорное сопротивлением войск Алексея I и взять город не удалось.
Лжедиоген убедил Тугоркана двинуться дальше на юг к Адрианополю, где начальствовал родственник Романа Диогена Никифор Вриенний. Самозванец полагал, что легко склонит его на свою сторону и таким образом захватит один из ключевых городов на пути к столице. Половцам удалось пробиться к Адрианополю и начать осаду, но все попытки Лжедиогена договориться с Вриеннием провалились.
Не имея сил овладеть Адрианополем, самозванец с половецким отрядом отступил к крепости Пуца, гарнизон которой присягнул Лжедиогену. Однако это была ловушка организованная Алексеем I. Когда самозванец вошёл в крепость Пуца, а остальные половцы рассеялись по близлежащим селениям, занятые поиском провианта и фуража для коней, небольшой отряд половцев, оставшейся с самозванцем, был перебит, а Лжедиоген был арестован и ослеплён. Лишившись главного знамени, в лице самозванца, Тугоркан увёл половецкое войско в свои кочевья.

## Первый крестовый поход

### Подготовка
Византийские императоры со времён Парапинака начали отправлять послания как к римскому папе, так и к обычным правителям, с просьбой прислать вспомогательные войска для борьбы с мусульманами. Европейцы не могли не ответить на это. Разрушение храма Воскресения в 1009 году и переход Иерусалима в руки сельджуков в 1078 году, а также создание Конийского султаната, осложнившего положение простых паломников, вызывали вопросы как у бедняков, так и у знати.
В Западной Европе процесс организации крестового похода набирал обороты, и 26 ноября 1095 года папа Урбан II на Клермонском соборе призвал христиан направиться на Ближний Восток и отвоевать Иерусалим. В интересах Византии была лишь война против сельджуков, ей было не до возвращения Святой Земли в лоно христианства.

### Прибытие
Когда все, в том числе и Готфрид, были уже в сборе и когда все графы дали клятву, кто-то из знати осмелился сесть на императорский трон. Император стерпел это, не сказав ни слова, так как давно знал надменный нрав латинян. Но граф Балдуин подошёл к этому человеку, взял его за руку и, заставив встать, сказал с упрёком: «Нельзя так поступать, ведь ты обещал служить императору. Да и не в обычае у ромейских императоров, чтобы их подданные сидели рядом с ними. Тот же, кто, поклявшись, стал слугой его царственности, должен соблюдать обычаи страны». Тот ничего не сказал Балдуину, но, пронизав его недобрым взглядом, проговорил про себя на родном языке: «Что за деревенщина! Сидит один, когда вокруг него стоит столько военачальников».

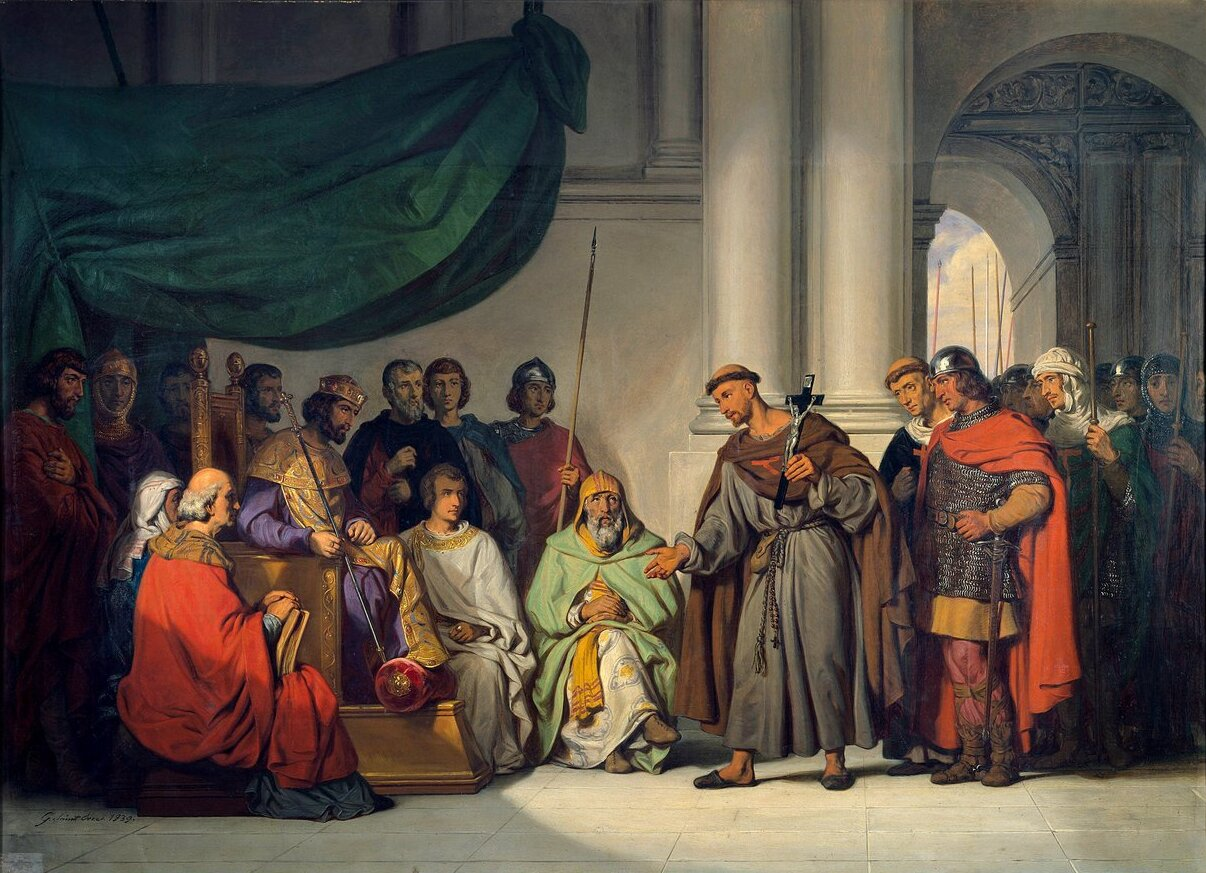
Византийский император принимает Петра Отшельника (Картина XIX века, Версаль)

Весной 1096 года священник Пётр Амьенский и Готье-нищий возглавили толпу, куда вошли крестьяне, бедняки, мелкие рыцари. Она направилась в Иерусалим и по пути через Германию, Венгрию и византийские земли прославилась грабежами и причинённым насилием. Прибыв в Константинополь, участники продолжили привычные действия, и Алексей Комнин немедленно переправил их на азиатский берег. Прибыв к окрестностям Никеи, 21 октября 1096 года 20 000 христиан были перебиты войсками мусульман, а Пётр заблаговременно возвратился в ромейскую столицу, так как его сторонники окончательно переключились на грабёж местного населения.
Но уже летом 1096 года начали организовываться светские властители Европы: герцоги и графы, а также их вассалы. Спустя 9 месяцев после прибытия Петра к городу подходили новые крестоносцы. Они также занимались грабежом, но были более многочисленны (70 000 человек), а также лучше организованы и вооружены. Алексей решил сыграть на верности сеньоров феодальной иерархии и предложил им принести ему клятву верности. Согласно ей, захваченные у мусульман земли становились собственностью Византии. Многие рыцари добровольно выполнили эту клятву, но некоторые — Готфрид Бульонский и его брат Балдуин Булонский — отказались от этого. Только прибытие варяжской гвардии заставило их признать верховенство империи.

### Военные действия в Малой Азии
К маю 1097 года войска крестоносцев вместе с византийским отрядом под руководством Татикия подступили к Никее — столице государства Кылыч-Арслана, где находились его сокровищница и семья. Тот не мог отправить против христиан всё войско, так как параллельно боролся с эмирами Сирии и Армении. Город Никея находился на берегу озера, вокруг которого возвышались крутые горы. Таким образом, захват его укреплений был весьма сложной задачей.
Султан подступил на помощь осаждённым, но потерпел поражение от христиан. После этого крестоносцы приступили к осаде, которая была малоуспешна из-за невозможности блокировать город. Исход дела решили византийцы: воины Татикия участвовали в атаках на стены, а флот Мануила Вутумита прервал снабжение. Осознав своё положение, мусульмане согласились сдать Никею в обмен на императорский хрисовул, гарантировавший их безопасность и денежное вознаграждение. Не проинформировав своих союзников, 19 июня 1097 года ромеи вступили в город, взяв местное население под свою защиту. Крестоносцы считали себя обманутыми, и, опасаясь их гнева, ромеи запускали их в Никею группами по 10 человек.
Спустя неделю после удачной осады христиане продолжили свой поход. В битве при Дорилее они разбили Кылыч-Арслана, решившего атаковать их из засады и после этого переставшего донимать христиан. Крестоносцы направились к Антиохии, а Комнин занялся восстановлением имперских позиций на полуострове. С разгромом сельджуков под власть Византии в 1097—1099 годах были возвращены: Никея, Смирна, Сарды, Эфес и Филадельфия, а также острова Родос и Хиос.

### Захват Антиохии. Разлад между союзниками. Окончание крестового похода

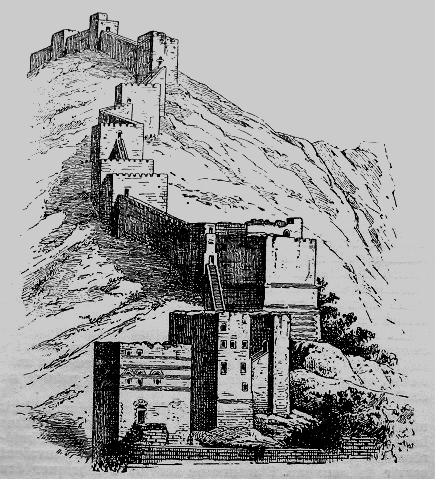
Укрепления Антиохии

Союзники подошли к Антиохии 21 октября 1097 года. В отличие от Никеи, овладеть этой крепостью было ещё сложнее: имея от природы отличное месторасположение, она была окружена высокими и толстыми стенами, защищёнными башнями и достаточным гарнизоном. С началом осады сложилась патовая ситуация: христиане начали страдать от голода, а у эмира Антиохии Баги-Сиану не было достаточно войск для разгрома крестоносцев.
И вот Боэмунд пришёл к нему и сказал: «Заботясь о твоей безопасности, я хочу открыть тебе тайну. До графов дошёл слух, который смутил их души. Говорят, что войско из Хорасана султан послал против нас по просьбе императора. Графы поверили и покушаются на твою жизнь. Я исполнил свой долг и известил тебя об опасности. Теперь твоё дело позаботиться о спасении своего войска». Татикий, видя, что начался сильный голод (бычья голова продавалась за три золотых статира), отчаялся взять Антиохию, снялся с лагеря, погрузил войско на ромейские корабли, стоявшие в порту Суди, и переправился на Кипр».
Между тем отношения между союзниками окончательно ухудшились. Хотя европейцы и обещали возвращать Византии отвоёванные у мусульман города, эта участь не задела Эдессу, ставшую столицей первого независимого государства крестоносцев — Эдесского графства. На Антиохию свои планы имел Боэмунд Тарентский и, зная о том, что к городу подступают воины эмира Мосула, он решил обмануть ромеев. В феврале 1098 года он сказал Татикию о том, что рыцари считают Комнина предателем, договорившимся с мусульманам уничтожить крестоносцев, и они готовы убить его представителя. Осознав ситуацию, ромей уплыл на Кипр, а крестоносцы в июне захватили город, создав на его основе независимое государство — Антиохийское княжество. Боэмунд стал его правителем и заменил местного патриарха католическим, чем явно желал оскорбить православное население и императора.
После этого латиняне отправились к Иерусалиму, хотя Алексей также желал участвовать в его осаде. 15 июля 1099 года 20-тысячное войско крестоносцев захватило город, положив начало существованию Иерусалимского королевства и ознаменовав окончание похода. После этого на Ближнем Востоке начинаются распри между мусульманами, европейцами и византийцами.

## Боэмунд Тарентский. Девольский договор

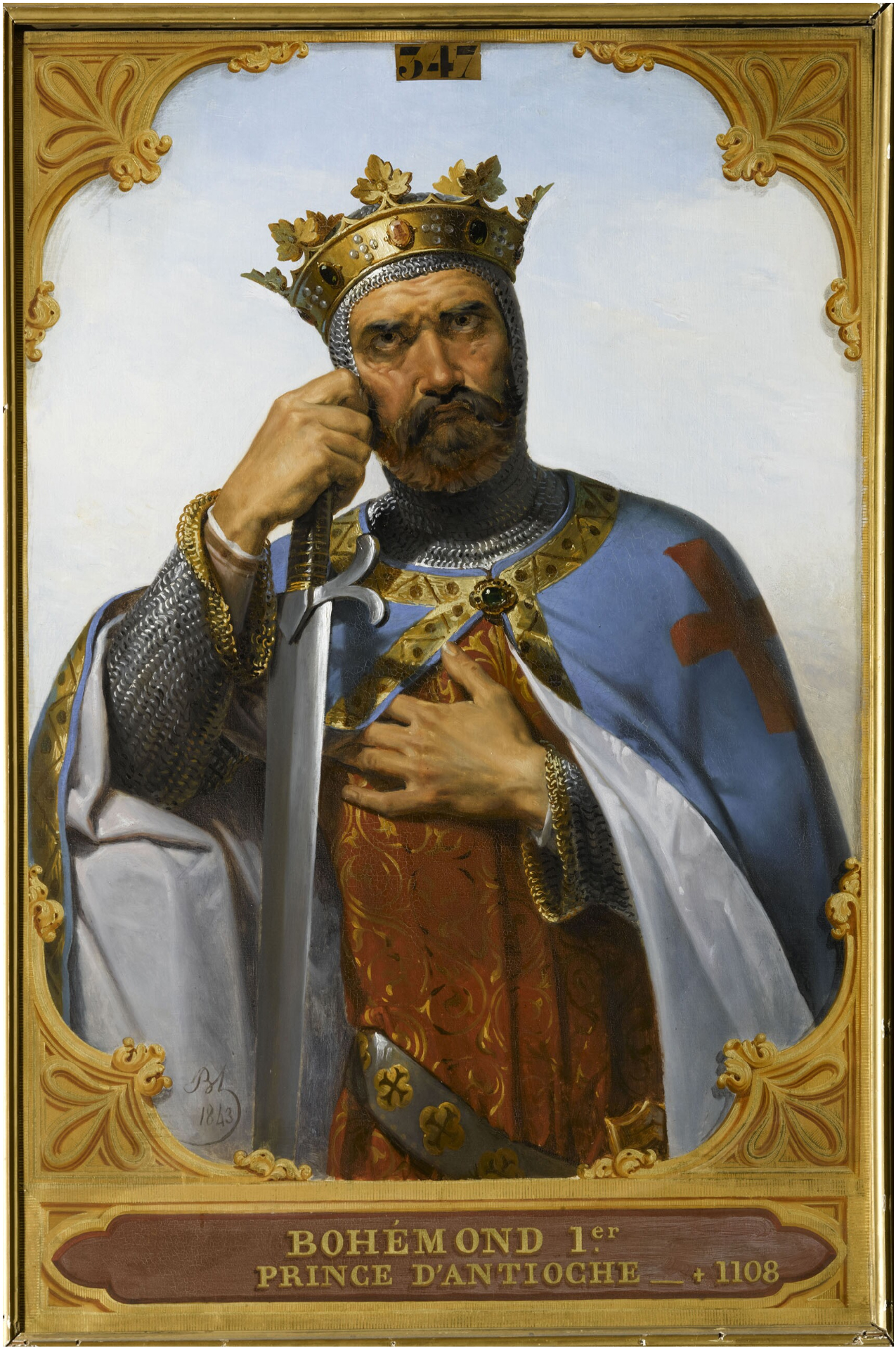
Боэмунд I. Картина Мерри-Жозефа Блонделя

В 1100 году антиохийский князь был пленён сельджуками. Для его освобождения в Константинополь прибыло новое крестоносное войско численностью 150 000 человек. Алексей Комнин сумел убедить крестоносцев доверить командование армией Раймунду Сен-Жилльскому, который в то время находился у него на службе. Сперва европейцы захватили Анкару, но затем кочевники начали изматывать их, лишали продовольствия и воды. В итоге христиане были разбиты в нескольких сражениях, а Боэмунд остался узником Данишмендидов. В это время басилевс возвратил себе Восточную Киликию.
Выкуп за князя выплатили другие католические правители Ближнего Востока, и, возвратившись назад в 1103 году, он отвоевал захваченные ромеями собственные владения.
Но в 1104 году крестоносцы вновь потерпели поражение от мусульман. В битве при Харране было разгромлено объединённое войско Эдессы и Антиохии. После этого Византия присоединила к себе города Латакию, Тарс, Адану, Аназарб. Затем Боэмунд возвратился в Италию, а власть передал своему племяннику — Танкреду Тарентскому.
На своей родине норманн начал информационную кампанию против Византийской империи. Прибыв в сентябре 1105 года в Рим, он смог убедить папу Пасхалия II в том, что истинной угрозой крестоносцам является государство Комнина. После этого, Боэмунд отправился вместе с папским легатом во Францию — для набора войска против ромеев.
Осенью 1107 года армия Боэмунда была готова к войне против империи. Целью вторжения был город Диррахий, после которого разграблению должна была подвергнуться вся Византия. Но Алексей Комнин, заранее заключивший мирные договоры с Конийским султанатом и Венецией, направил на защиту города наёмников, сдерживавших штурмы противника до подхода основных войск. После этого было прервано снабжение европейцев, в их лагере начались эпидемия и голод, и в сентябре 1108 года Боэмунду пришлось сдаться.
Сам император стал лагерем на реке Деволи, и именно там был заключён договор. Документ отменял вассальную присягу, данную вождями крестоносцев в Константинополе. Князь Антиохии признавал законным захват Византией его киликийских владений и взамен получал территории в Эдесском графстве. Основным итогом стало признание верховной власти Византии над Антиохийским княжеством, кроме того, церковь Антиохии становилась подчинённой константинопольскому патриархату (впрочем, требование о смене католического патриарха в Антиохии греческим исполнено не было). Таким образом, Алексей заложил основу для дальнейшего подчинения государств крестоносцев целям Византии.
Несомненной политической удачей Алексея стало заключение союза с Раймундом Тулузским, который был вынужден противостоять агрессии норманнов Антиохии и пошёл на предательство интересов европейских крестоносцев, согласившись признать сюзеренитет византийского императора. Однако полководческие способности Раймунда разочаровали Комнина, и после разгрома Арьергардного Крестового похода он не стал доверять провансальскому графу командование своими войсками. Тем не менее, Алексею было выгодно создание подчинённого ему государства Раймундом, и он помог ему взять в осаду город Триполи. В течение достаточно долгого времени католическое графство Триполи, основанное Раймундом, оставалось верным союзником Византии и защищало интересы басилевса, нередко вступая в конфликты с другими княжествами крестоносцев.

## Последние годы. Войны с Конийским султанатом иКиевской Русью

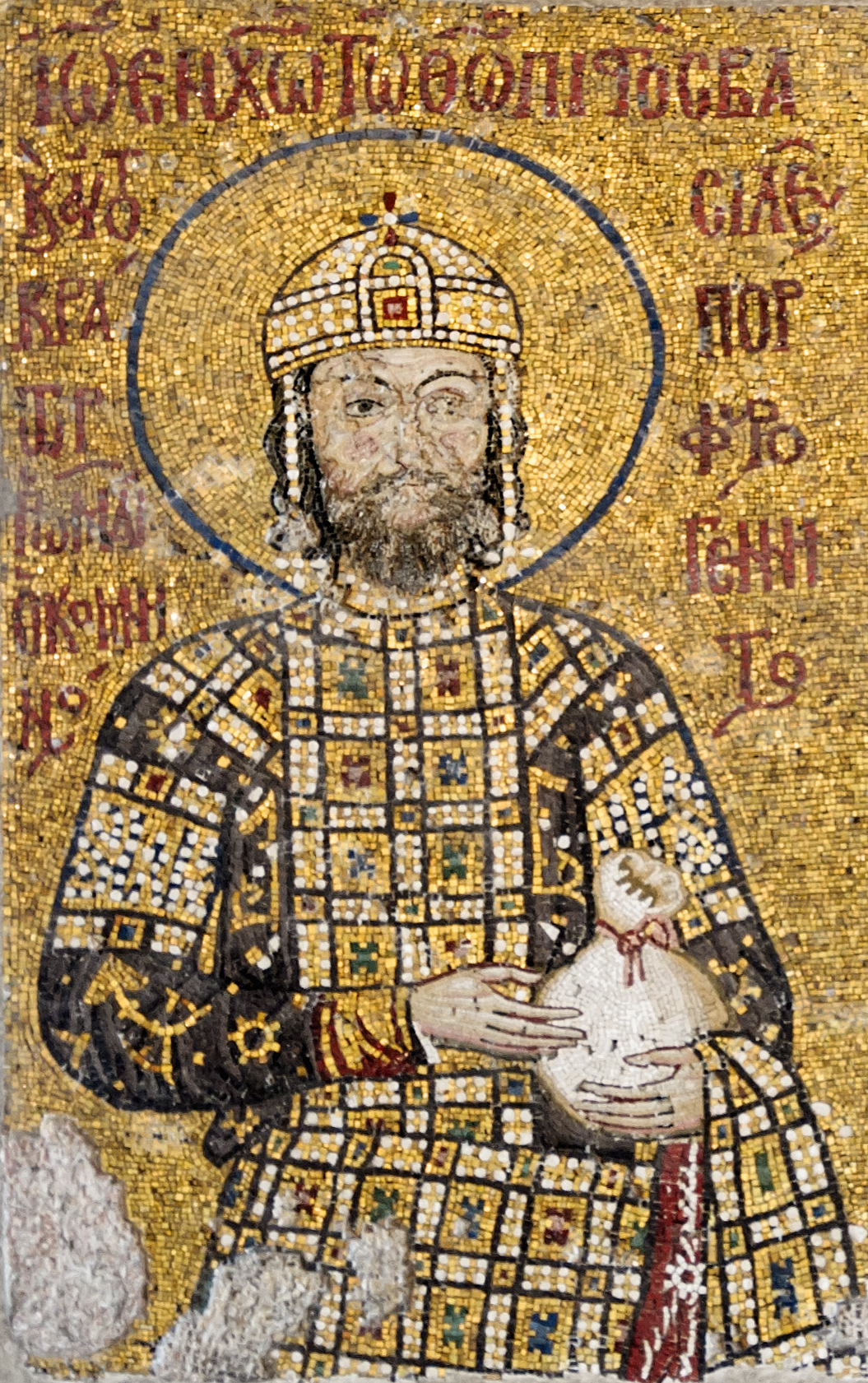
Мозаика с изображением Иоанна II Комнина в Софийском соборе

Алексей долгие годы страдал от подагры, а в 1112 году перенёс сердечный приступ. В 1113 и 1115 годах империя сталкивается с конийским султаном Малик-шахом, желавшим возвратить малоазийские владения, полученные Византией за счёт крестовых походов. Однако Алексей собственноручно разбил его войска при Филомелионе, Поливоте и Ампуке. В итоге был заключён мир, по которому Комнин получал Дорилей.
В 1116 году на дунайские владения Византии напал очередной самозванец Лжедиоген, который выдавал себя за младшего сына свергнутого императора Романа IV Льва Диогена. Самозванец заручился поддержкой Великого князя Киевского Владимира Мономаха. При поддержке Мономаха Лжедиогену удалось овладеть многими дунайскими городами, в числе которых входил Доростол, очевидно, ставший резиденцией самозванца. Однако утвердиться на Дунае «царевичу» не удалось: 15 августа того же 1116 года Лжедиоген был убит в Доростоле двумя наёмными убийцами, подосланными к нему императором Алексеем I. После этого императору удалось изгнать отряды Мономаха с Дуная и отвоевать Доростол. Однако Владимир Мономах не оставлял попыток захватить дунайские земли и действовал в интересах Василия — сына погибшего самозванца. Окончательно конфликт с Киевом решился только в 1123 году.

## Смерть
В начале 1118 года здоровье императора сильно ухудшилось, и его отправили в Манганский дворец, под опеку Ирины. Дукиня захотела сделать новым правителем Вриенния и поэтому не допускала Иоанна к больному. Также она называла собственного сына «безрассудным, изнеженным, легкомысленным и явно глупым». Алексей же сохранял молчание по этому вопросу.
Вечером 15 августа, пережив очередной приступ, император призвал к себе Иоанна. На встрече с ним он передал сыну перстень с императорской печатью. Ночью Алексей умер, и Иоанн направился в церковь Святой Софии, где и был коронован константинопольским патриархом Иоанном IX.
После этого он отправился к Большому дворцу, чья стража начала требовать других доказательств императорской воли, помимо перстня Алексея. Сторонникам Иоанна пришлось сломать ворота, чтобы наследник престола обосновался во дворце, где был уверен в собственной безопасности, «держась его, как полипы держатся за камни». Из-за опасений за свою жизнь Иоанн не посетил похороны собственного отца, но отправил туда своих родных, поддержавших его выдвижение.

## Внутренняя политика

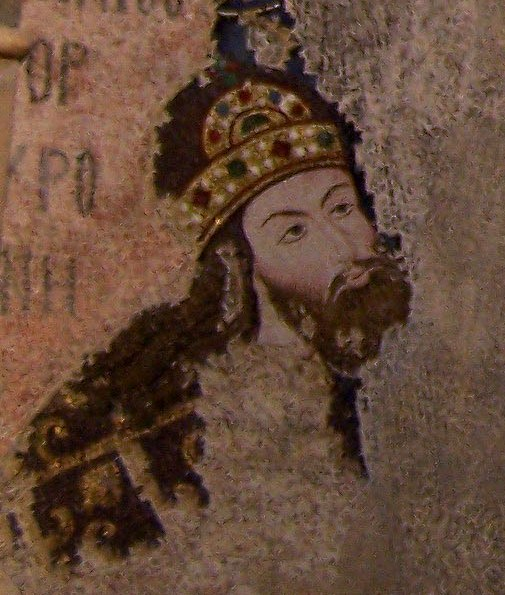
Сын Алексея — Исаак (фрагмент мозаики в монастыре Хора, Константинополь)

Став императором, Алексей Комнин не забыл о тех, кто послужил причиной упадка и кризиса в Византии в XI веке, — крупной провинциальной аристократии. Он перестал оказывать им помощь и покровительство, а захват Малой Азии сельджуками довершил их разгром. Династии Склиров, Фок, Аргиров, Куркуасов лишились большей части своих поместий и доходов, а центральная власть часто конфисковывала оставшиеся земельные наделы.
Впрочем, Алексей не забывал собственную родню и сторонников, к которым относились Дуки, потомки Никифора Вриенния, Мелиссины, Палеологи, Кондостефаны, Тарониты. Император награждал их выплатами из казны и ежегодной рентой; они владели обширными поместьями, а также обладали правом сбора налогов с отдельных местностей. К примеру, сын Алексея Исаак владел крепостями, сёлами, рынками и кораблями; в его землях жили вассалы, обязанные нести военную службу.
Для улучшения финансовой ситуации в стране Комнин увеличил налоги и начал порчу монет, хотя уплата податей и пошлин проводилась лишь полновесной золотой. Только в 1092 году император ввёл новую стандартную монету — иперпир, но лишь в 1109 году она стала эталоном для монетной системы империи.
Комнин полностью изменил систему титулов. Были забыты многие старые звания: анфипат, патрикий, протоспафарий, а обладателями новых (севастократор, протосеваст, севаст) становились члены императорской фамилии, их родня и высшая знать. Более мелкая аристократия довольствовалась титулами новелиссимов, куропалатов и проэдров, а жизнь обычного чиновника не была задета новой реформой.

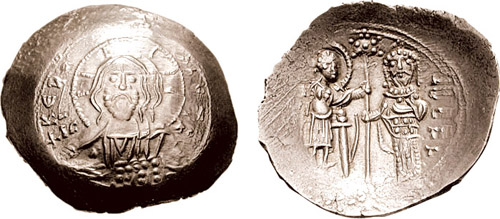
Монета Алексея Комнина, выпущенная во время войны с норманнами

Басилевс трепетно относился к армии. Контроль над ней находился либо у него самого, либо у ближайших родственников. С потерей малоазийских земель было труднее собирать в прошлых объёмах ополчение стратиотов, и им на смену пришли иностранные наёмники и прониары. Последние получали в управление на определённый срок земельное владение (с правом получения доходов) при условии непременной службы императору. Вниманием не был обделён и флот, достигший к концу XI века ужасного состояния. Была начата постройка новых кораблей, и вскоре он мог на равных бороться с пиратами и кораблями иностранных держав.

## Религиозная политика

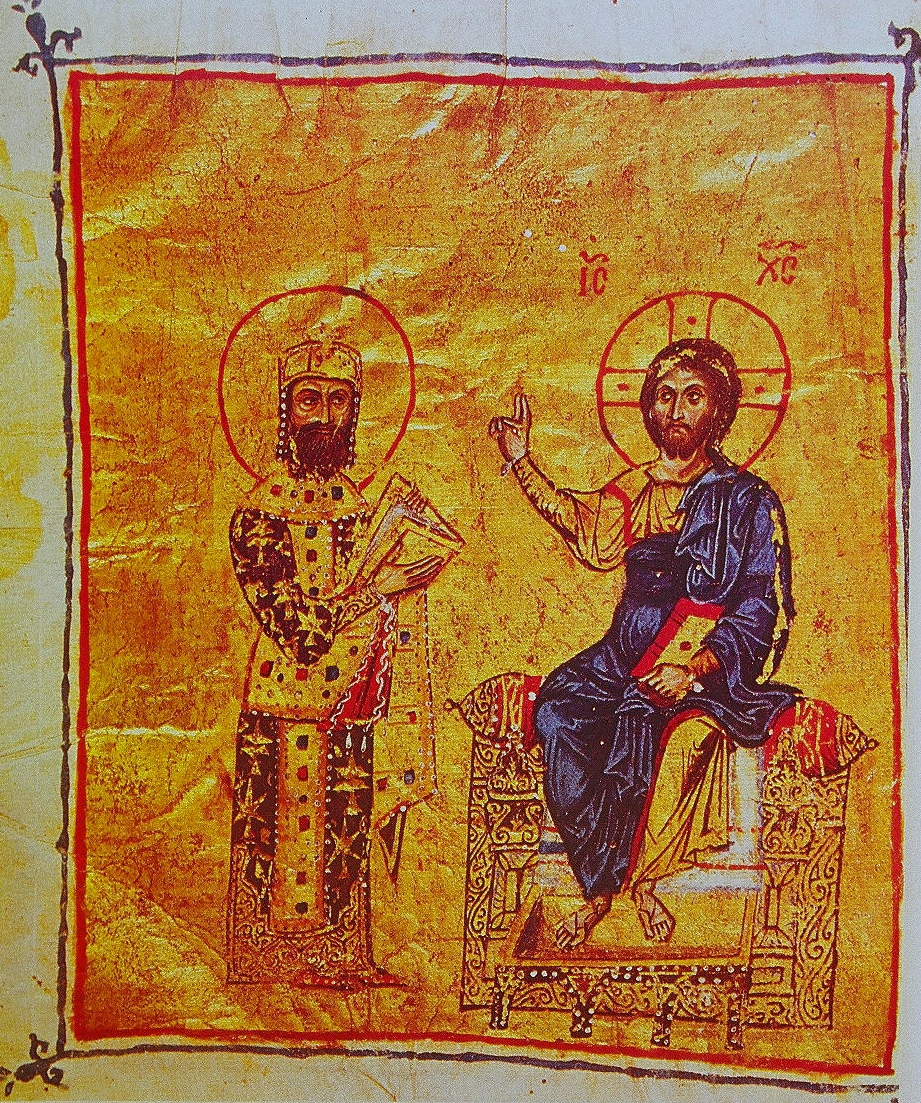
Император Алексей I Комнин перед Христом (Миниатюра, XIII—XIV век, библиотека Афинского колледжа)

### Отношения с православной церковью
Православная церковь всегда обладала сильным влиянием в византийском обществе. В середине XI века, с началом быстрой смены императоров, оно только усиливалось: светским государям было ни к чему получать ещё одного врага, и процесс наделения монастырей новыми землями и привилегиями продолжался.
При Алексее ситуация стала иной. Зимой 1081—1082 года, готовясь к борьбе с норманнами, он конфисковал часть церковного имущества для уплаты войскам, чему воспротивилась часть духовенства во главе с епископом Львом Халкидонским. На созванном по этому поводу соборе брат императора — севастократор Исаак — смог утихомирить клир. Впрочем, для смягчения ситуации император в новелле 1088 года покаялся в присвоении ценностей и пообещал возвратить их после победы над агрессивными соседями.
Именно Алексей заложил основы церковной политики всей династии Комнинов. Помогая церквям и монастырям, признававшим его покровительство, император одновременно искоренял ростки независимости у церковных иерархов. Басилевс собственноручно ограничил права константинопольского патриаршества: патриарх не мог без специальной жалобы или судебного решения производить расследование в императорских монастырях, а посланные им лица не получали от монахов никакого содержания; дары патриарха в пользу императорских монастырей подлежали возвращению; патриарху запрещалось распоряжаться делами Афона, монахи которого подчинялись лишь государю; производилась чистка клира церкви св. Софии и временно прекращался доступ туда новых лиц. Таким образом, в комниновской Византии церковь принадлежала императору, а не он ей, как было раньше.

### Борьба с ересями
Однако церковь не могла жаловаться на равнодушие императора к религиозной обстановке в обществе. Алексей весьма жёстко боролся с различными ересями. Его наиболее активными противниками стали павликиане, переселённые в Болгарию при императоре Иоанне Цимисхии.
Во время войн с печенегами сектанты Филиппополя отказались выполнять воинский долг. Но Алексей смог хитростью заманить их в Мосинополь. Там он предложил им принять святое крещение, после чего конфисковал их имущество, а главарей отправил в ссылку на острова. Это вызвало восстание, которое возглавил Травл. Заручившись поддержкой печенегов и половцев, он активно сражался с имперскими силами в Болгарии. Впрочем, Комнину удалось умиротворить его, издав хрисовул, гарантировавший безопасность и свободу лидера восставших.
В конце XI века император решил окончательно покончить с вероотступниками. Большая часть жителей Филиппополя являлись манихеями и богомилами. Император пленил до 10 000 еретиков и отправил большую их часть на строительство нового города — Алексиополя, где они потом и поселились. Администрация предоставила им пашни, дома и другое имущество.
Болтун разглагольствовал, как учитель, император изображал из себя ученика, а в это время секретарь записывал поучения Василия. Все — дозволенное и недозволенное, говорил этот богомерзкий муж, не умолчав ни об одной из своих богопротивных догм. Он с презрением отзывался о нашем богословии, клеветал на все церковное управление и, о ужас, святые храмы именовал храмами бесов; он также порицал и объявил дурным почитание тела и крови того, кто был первым архиереем и первой жертвой.
Но с лидером сектантов — Василием — Комнин обошёлся весьма жестоко. Он пригласил его к себе во дворец, где вместе с братом Исааком попросил рассказать об этом религиозном течении. Старец начал рассказ о собственном учении, но быстро скатился к обвинениям в адрес патриархата и православия. Его слова записывал писарь, скрытый в женских покоях. После окончания проповеди император призвал к себе представителей духовенства, а также стражу. Религиозного лидера приговорили к сожжению, но он до конца отстаивал правоту своего учения.
Такой же приговор был оглашён его пастве. По приказу Комнина были зажжены два костра, в одном из которых водрузили крест. Сектантам сказали о том, что они сами выберут тип казни — сожжение вместе с крестом (для раскаявшихся) или в другом костре. В итоге отказавшиеся от ереси были освобождены, а остальные — брошены в тюрьмы.
Кроме физических расправ, с ересью велась и информационная борьба. По приказу императора, монахи написали сочинение, опровергавшее учение богомилов и получившее название «Догматическое всеоружие». Однако богомилы продолжали существовать и при потомках императора.

## Личность
Однако люди Килич-Арслана считали страдания Алексея симуляцией — не болезнью, а медлительностью и легкомыслием под предлогом боли в ногах. Поэтому они часто жестоко насмехались над императором и во время выпивок и попоек как прирождённые ораторы разглагольствовали о болезни ног императора. Болезнь ног стала для варваров темой комедии. Они изображали персонажи врачей, слуг императора, выводили на сцене самого императора покоящимся на ложе и вышучивали его. Во время подобных представлений среди варваров поднимался громкий смех. Это не осталось тайной для самодержца, он кипел гневом и горел желанием начать против них войну. Вскоре, когда боль немного утихла, он пустился в намеченный путь.
Алексей Комнин был весьма мужественным и храбрым человеком, он одним из последних покинул битву при Диррахии, хотя был ранен в голову. Этой черты он не утратил и в старости, когда самолично повёл войска против конийского султана. Он был весьма умным и хитрым человеком и не раз выходил победителем из сложных ситуаций.
Алексей с большим доверием относился к своей матери. Так, отправившись в поход против Робера Гвискара, он специальным хрисовулом передал власть над империей Анне Далассине. Ей он также был обязан своей жизнью: по совету матери он с братом Исааком бежал из Константинополя, тем самым не попав в руки Борила и Германа. Однако впоследствии влияние Анны снизилось из-за усиления позиций Ирины Дукини, и в итоге мать басилевса ушла в монастырь Спаса Всевидящего, где и умерла в 1102 году.
Более сложные отношения у Комнина были с супругой. Опасаясь того, что она в итоге организует переворот в пользу Анны Комнины и Никифора Вриенния, император всегда был вместе с ней, хотя в юности весьма вольно смотрел на брачные узы. Впрочем, Алексей не любил спорить с Ириной и перед самой смертью, передав Иоанну атрибуты власти, заслужил от неё следующую реплику: «Муж! Ты и при жизни отличался всевозможным коварством, любя говорить не то, что думал, и теперь, расставаясь с жизнью, не изменяешь тому, что любил прежде».

## Семья

### Жена и дети
Алексей Комнин в конце 1077 — начале 1078 года женился на представительнице династии Дук Ирине Дукине (1065/66 — 19.02.1123), дочери кесаря Андроника Дуки.
Дети:
- Анна Комнина (01.12.1083 — 1153/55), с 1097 жена Никифора Вриенния Младшего (1062—1137), написавшая Алексиаду — жизнеописание дел своего отца;
- Мария Комнина (19.09.1085 — после 1136). 1-й муж — Григорий Гаврас, 2-й — Никифор Катакалон;
- Иоанн II Комнин (13.09.1087 — 08.04.1143), византийский император в 1118—1143 годах;
- Андроник Комнин (18.09.1091 — 1131), севастократор. С 20.08.1104 был женат на Ирине, дочери князя Володаря Ростиславича Перемышльского;
- Исаак Комнин (16.01.1093 — 20.07.1152). Отец Андроника I Комнина, императора Византии в 1183—1185 гг.;
- Евдокия (14.01.1094 — 1130/31), с 1116 жена Михаила Лазитеса;
- Феодора Комнина (15.01.1096 — после 1124), жена Константина Ангела (ок. 1090 — после 1166);
- Михаил (07.02.1097 — 16.05.1098);
- Зоя (04.03.1098 — 17.09.1098).

Кроме того, русскими источниками в связи с перенесением в Киев мощей святой Варвары Алексею приписывается дочь Варвара Комнина, будто бы ставшая женой великого князя киевского Святополка II (Михаила) Изяславича. В византийских источниках подобная персона не фигурирует.

## Алексей I Комнин в искусстве

### В литературе
- Вальтер Скотт. «Граф Роберт Парижский»
- Том Харпер. «Мозаика теней»

### В кино
- «Рыцарский роман» (роль императора исполнил Василий Лановой)